# Stade Tunisien (Basketball)
Das Frauen-Basketballteam des tunesischen Vereins Stade Tunisien (arabisch الملعب التونسي, DMG al-malʿab at-tūnisī) spielt traditionell in den Vereinsfarben Rot und Grün und trägt Heimspiele in der Halle Khaznadar in Bardo aus, einem Vorort der Hauptstadt Tunis. Die Mannschaft zählt zu den erfolgreichsten Frauenteams Tunesiens und gewann zahlreiche nationale sowie internationale Titel.

## Erfolge
Die Basketballmannschaft der Damen zählt zu den erfolgreichsten in Tunesien. Bisher gewann man acht Meisterschaften und neun Pokale. Die letzte Gewinn der tunesischen Liga, stammt aus der Spielzeit 2020.
Den ersten internationalen Titel holte man 1990 als man die Damen des algerischen Klubs NA Hussein Dey im Endspiel besiegte.
Im Folgejahr konnte man den Titel verteidigen, als man 1991 al-Hurriyya (Syrien) im Finale bezwang. Der dritte Titel folgte 1995. Im Endspiel besiegte man in Kairo die Ägypterinnen des Al-Ahly SC. Im selben Jahr holte Stade Tunisien als erstes Team aus Tunesien die afrikanische Basketball-Champions League. Im Finale besiegte man ASCC Bopp aus Dakar, Senegal.
Im Halbfinale 1997 besiegten die Spielerinnen des Stade Tunisien den libanesischen Klub Homenetmen Beirut. Im Endspiel setzten sie sich in einem rein tunesischen Finale gegen Al-Hilal de Tunis durch und gewannen damit ihren vierten Titel im Arabischen Meisterpokal.

### Titel
| National | International |
| --- | --- |
| - Tunesische Liga (8) - Meister: 1986, 1987, 1988, 1989, 1991, 1994, 2000, 2020 - Tunesischer Pokal (9) - Pokalsieger: 1982, 1985, 1989, 1991, 1994, 1995, 1996, 2000, 2001 | - Afrikanische Champions League (1) - Sieger: 1995 - Arabischer Pokal der Meister (4) - Sieger: 1990, 1991, 1995, 1997 - Finalist: 1996 |